# قره‌تپه (درگز)
قره‌تپه مربوط به دوره تاریخی است و در شهرستان درگز، ۷۰۰ متری جنوب‌غرب روستای توقی واقع شده و این اثر در تاریخ ۲۵ مرداد ۱۳۸۴ با شمارهٔ ثبت ۱۳۸۵۸ به‌عنوان یکی از آثار ملی ایران به ثبت رسیده‌است.